# Bliksvær (archipel)

Bliksvær est un groupe d'îles  de la commune de Bodø, en mer de Norvège dans le comté de Nordland en Norvège.

## Description
Cet archipel du Vestfjorden est situé à environ 15 kilomètres à l'ouest de la ville de Bodø. L'archipel Helligvær est à environ 12 kilomètres au nord, l'île Landegode est à 13 kilomètres au nord-est et les îles de Røstlandet et Værøya à environ 75 kilomètres à l'ouest.
Il y a environ 60 îles et îlots dans l'archipel. Ils sont tous bas, boisés et herbeux. La seule île habitée est l'île de Bliksvær. La pêche et un peu d'agriculture sont pratiquées dans l'archipel. Le groupe d'îles est desservi par les bateaux à passagers rapide Bodø-Ytre-Gildeskål.

### Réserve naturelle
En raison de la richesse de l'avifaune dans la région, une grande partie de l'archipel est protégée en tant que réserve naturelle et site Ramsar. La majeure partie de la réserve naturelle de Bliksvær n'est pas terrestre, mais océanique pour protéger l'habitat des oiseaux marins et des phoques.
Les intérêts de conservation sont particulièrement liés à l'importance de la zone en tant que lieu d'hivernage, lieu de nidification pour les oiseaux marins : Grand Cormoran, Pygargue à queue blanche et Oie cendrée. Il y a des colonies de phoques à plusieurs endroits de l'archipel.